# 王輔 (成化壬辰進士)
王輔（1444年—？），字良弼，陝西西安府同州人，民籍。明朝政治人物。進士出身。

## 生平
陝西鄉試第十八名。成化八年（1472年）壬辰科會試第六十一名，殿試登進士第三甲第十五名。

## 家族
曾祖父王整。祖父王榮。父亲王禮。